# Iniforis turristhomae
Iniforis turristhomae is een slakkensoort uit de familie van de Triphoridae. De wetenschappelijke naam van de soort is voor het eerst geldig gepubliceerd in 1802 door Holten.